# NGC 2723
NGC 2723 (również PGC 25280 lub UGC 4723) – galaktyka soczewkowata (S0), znajdująca się w gwiazdozbiorze Hydry. Odkrył ją Albert Marth 3 marca 1864 roku.